# 아르빌 SC
아르빌 SC(아랍어: اربيل, 쿠르드어: یانه‌ی وه‌رزشی هه‌ولێر)는 이라크 쿠르드 자치구의 축구 클럽으로 아르빌을 연고로 하고 있다. 이 클럽은 1958년에 브루스크(Brusk)라는 이름으로 창단되었다. 아르빌 SC는 클럽 역사상 처음으로 2007년 7월 6일에 이라크 슈퍼리그 우승을 차지하였다. 2006-07시즌의 우승으로 아르빌은 이라크 슈퍼리그를 우승한 아홉 번째 클럽이 되었다. 다음 시즌인 2007-08시즌 역시 우승을 차지하면서 2회 연속 이라크 챔피언을 하고 있다.
아르빌 SC는 AFC 챔피언스리그와 아랍 챔피언스리그에 진출한 최초의 이라크 쿠르드 자치구 팀이 되었다.

## 역대 우승 기록
- 이라크 슈퍼리그

우승 (3): 2006-07, 2007-08, 2008-2009

## 선수 명단

### 현역
참고: FIFA 자격 규정에 따라 소속된 국가대표팀 국기를 표시합니다. 선수는 복수의 FIFA 비회원국 국적을 가지고 있을 수 있습니다.
| 번호 | 포지션 | 국적 | 이름 |
| ---- | ------ | ---- | ---- |

| 번호 | 포지션 | 국적   | 이름              |
| ---- | ------ | ------ | ----------------- |
| 70   | DF     | 시리아 | 칼레드 케르다글리 |

## 역대 감독
| 감독            | 임기        |
| --------------- | ----------- |
| 나딤 샤케르     | 2001 ~ 2002 |
| 나딤 샤케르     | 2005 ~ 2007 |
| 니자르 마흐루스 | 2013        |
| 나딤 샤케르     | 2019        |
| 니자르 마흐루스 | 2021 ~ 2022 |
| 사미르 바보     | 2024 ~      |